# 절러강

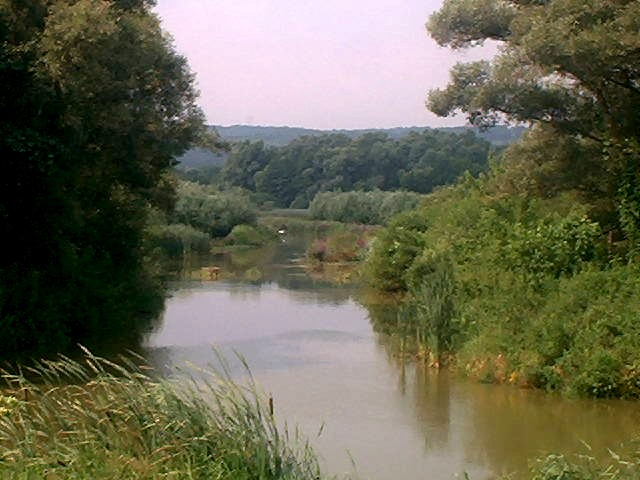
절러강

절러강(헝가리어: Zala)은 헝가리 남서부를 흐르는 강으로 길이는 139km, 유역 면적은 2,622km2이다. 오스트리아, 슬로베니아 국경 지대에서 발원하여 벌러톤호로 흘러간다.